# Travels with a Donkey in the Cévennes
Travels with a Donkey in the Cévennes is een reisverhaal van de Schotse schrijver Robert Louis Stevenson. Het boek werd gepubliceerd in 1879.
Vanwege zijn zwakke gezondheid verhuisde Stevenson naar Auvergne in Frankrijk, waar hij woonde in Le Monastier-sur-Gazeille. Vandaaruit ondernam hij voettochten. In Travels with a Donkey in the Cévennes verhaalt Stevenson over een twaalfdaagse tocht die hij samen met zijn ezel ondernam naar Saint-Jean-du-Gard. Tussen 22 september en 3 oktober 1878 stapte hij door Le Velay, Gévaudan en Cévennes over een afstand van ongeveer 200 km. Zij ezelin Modestine droeg zijn bagage en zijn slaapzak.
Dit reisverhaal is nog populair. In het (Engelstalige) National Geographic Magazine van oktober 1978 werd een artikel gewijd aan deze reis die Robert Louis Stevenson honderd jaar eerder maakte. Op de Stevensonroute van Le-Puy-en-Velay tot Alès volgt de GR70 over 230 km in grote lijnen het parcours van Stevenson.